# Inscripció de Paikuli
La Inscripció de Paikuli és un conjunt d’escrits gravats sobre pedra localitzats en un monument conegut com la Torre de Paikuli, situat a la governació de Sulaimaniya, a l’actual Kurdistan Iraquià. Les inscripcions estan redactades en part i en pahlavi (o persa mitjà), la llengua oficial de l'Imperi Sassànida. El monument va ser erigit per ordre del rei Narsé (293–302 dC) per commemorar la seva victòria sobre Bahram III i l’accés al tron de l’Imperi Sassànida.

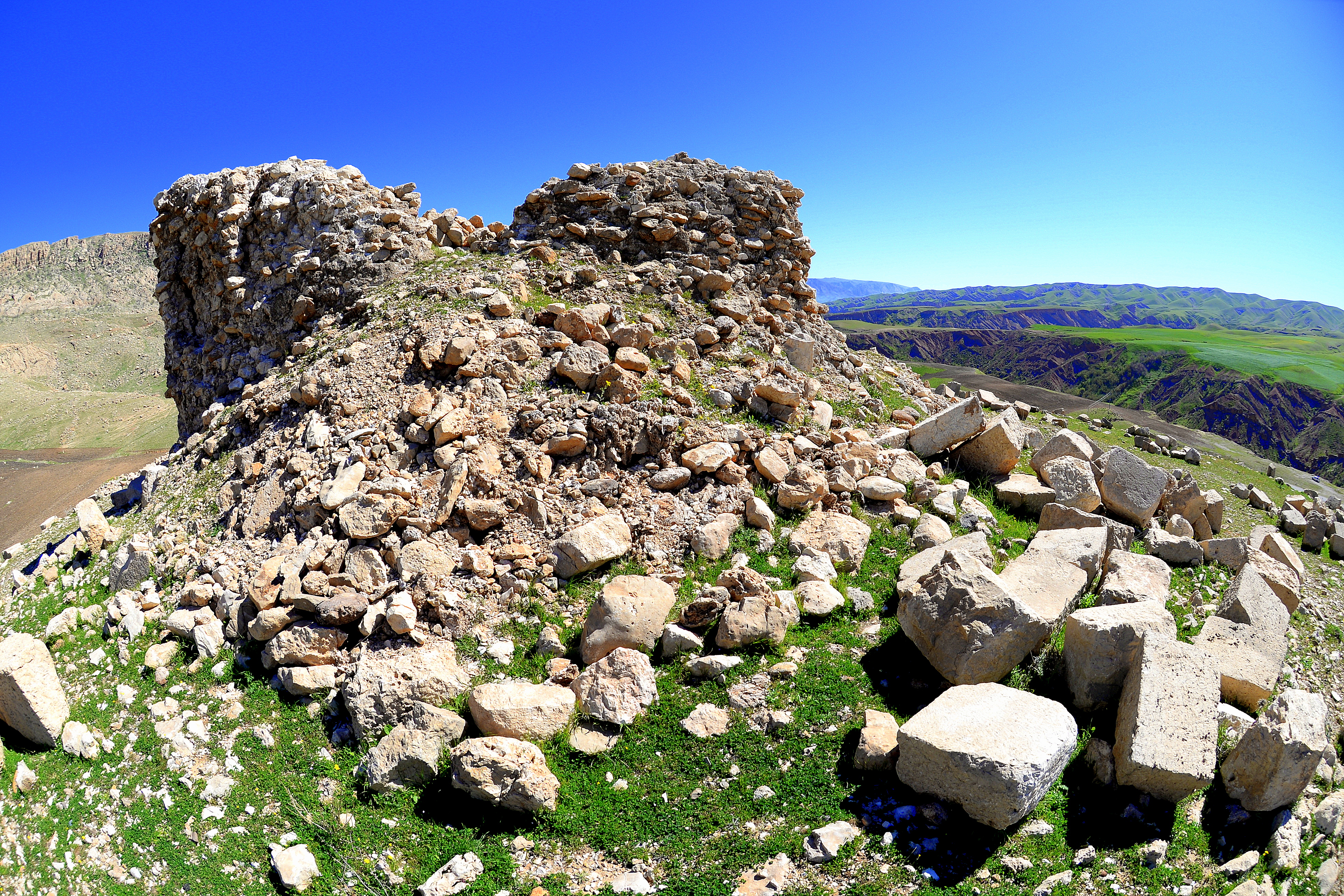
Torre de Paikuli

Les inscripcions rodejaven el monument i, a cada costat, s’hi trobava la representació del monarca. Descobertes al segle XIX per viatgers europeus, no van ser estudiades sistemàticament fins a principis del segle xx, concretament els anys 1911 i 1913, per l’arqueòleg alemany Ernst Herzfeld, qui en va fer una reconstrucció parcial i una primera traducció.
Aquestes inscripcions constitueixen un dels pocs testimonis epigràfics directes sobre les lluites internes dins de l’Imperi Sassànida i, alhora, aporten valuosa informació sobre la simbologia i l’organització política de l’antiga Pèrsia. Encara que no s’han conservat tots els blocs originals, una part significativa es conserva avui al Museu de Sulaimaniya.

## Context històric
Després de la mort de Shapur I, l’Imperi Sassànida va travessar un període d’inestabilitat política. Bahram I (273–276 dC) va accedir al poder i es va caracteritzar per la repressió dels cristians i dels maniqueus, reforçant així el zoroastrisme oficial a l’Imperi. Durant el seu regnat, adoptà una actitud passiva davant la rebel·lió de Palmira contra Roma, la qual fou sufocada sense èxit per part de l’Imperi Sassànida.
El seu successor, Bahram II (276–293 dC), no va poder mantenir les fronteres establertes per Shapur I i va haver d’enfrontar-se a l’emperador romà Carus, qui creuà l’Eufrates, ocupà parcialment Seleucia-Ctesifont i convertí Armènia en un protectorat romà. La mort sobtada de Carus va permetre a Bahram II recuperar part del territori, però va deixar palesa la debilitat sassànida davant una Roma que, malgrat els seus propis conflictes interns, tornava a mostrar força sota Dioclecià.
En aquest context arribà al poder Bahram III, considerat un sobirà feble. El seu regnat es veié immediatament contestat per Narsé, rei d’Armènia Major i fill de Shapur I, qui alçà un exèrcit per reclamar el tron sassànida. La inscripció de Paikuli relata precisament aquests esdeveniments, en els quals Narsé explica com va obtenir el poder i va destronar Bahram III.
Un cop al tron, Narsé es va enfrontar a Roma sota l’emperador Galeri, amb qui va mantenir inicialment una campanya favorable, però que es decantà finalment per Roma després d’una derrota l’any 298 dC. En aquell enfrontament, Galeri capturà membres de la família reial sassànida, fet que obligà Narsé a negociar un tractat de pau desfavorable i a cedir territoris a Roma.

## Inscripció
El conjunt epigràfic és un clar exemple de propaganda reial sassànida. Tot i que el regnat de Narsé no es distingí substancialment dels anteriors, mitjançant aquesta obra monumental projectà una imatge de monarca legítim i magnànim.
La inscripció comença amb una genealogia de Narsé, que remunta la seva ascendència a Ardashir I, fundador de la dinastia sassànida, com a fórmula per legitimar el seu accés al poder.
La secció central del text descriu com, a la mort de Bahram II, el noble Wahnam coronà precipitadament Bahram III sense consultar Narsé, pressionant la noblesa perquè li reconegués l’autoritat. Tanmateix, molts d’aquests dignataris avisaren Narsé de la situació i li demanaren que tornés a l’Iran.
Narsé acceptà i avançà cap al cor de l’Imperi, enviant missatges als governadors regionals anunciant la seva arribada. Malgrat els intents de Bahram III i Wahnam per obtenir suport, bona part dels seus soldats desertaren per unir-se a Narsé. El rei rebel escriví una carta a Bahram III acusant-lo d’haver-se apoderat il·legítimament del tron i advertint-lo que els seus aliats l’abandonaven. Finalment, Bahram III i Wahnam foren capturats i presentats davant Narsé.
Un cop restablert l’ordre, Narsé convocà una assemblea amb els dignataris de l’Imperi per recordar-los els criteris que feien apte un monarca i proposà que consideressin la seva candidatura. Els dignataris acordaren reconèixer-lo com a rei de reis.
La darrera part de la inscripció recull les condicions de la pau pactada amb Roma i una llista detallada de reis, nobles i dignataris que reconegueren Narsé com a monarca legítim. Així mateix, s’hi fa èmfasi en el respecte i la justícia que segons ell imperaren durant el seu govern.